# Neapel - ockuperad stad
Neapel - ockuperad stad (italienska: Le quattro giornate di Napoli) är en italiensk-amerikansk krigsfilm från 1962 i regi av Nanni Loy.

## Rollista i urval
- Regina Bianchi - Concetta Capuozzo
- Aldo Giuffrè - Pitrella
- Lea Massari - Maria
- Frank Wolff - Salvatore
- Dominico Formato - Gennaro Capuozzo
- Luigi De Filippo - Cicillo
- Curt Lowens - Sakau
- Enzo Turco - Valente
- Gian Maria Volontè - kapten Stimolo
- Georges Wilson - rektorn
- Jean Sorel - sjömannen
- Pupella Maggio - Arturos mor
- Franco Sportelli - professor Rosati
- Mario Nandi - kollaboratören